# Ecliptopera silaceata
Espèce
Ecliptopera silaceata, la Cidarie ochracée, est une espèce de lépidoptères (papillons) de la famille des Geometridae.
On le trouve en Europe.
Il a une envergure de 23 à 27 mm. Il vole de mai à juillet et de septembre à octobre selon les régions sur deux générations.

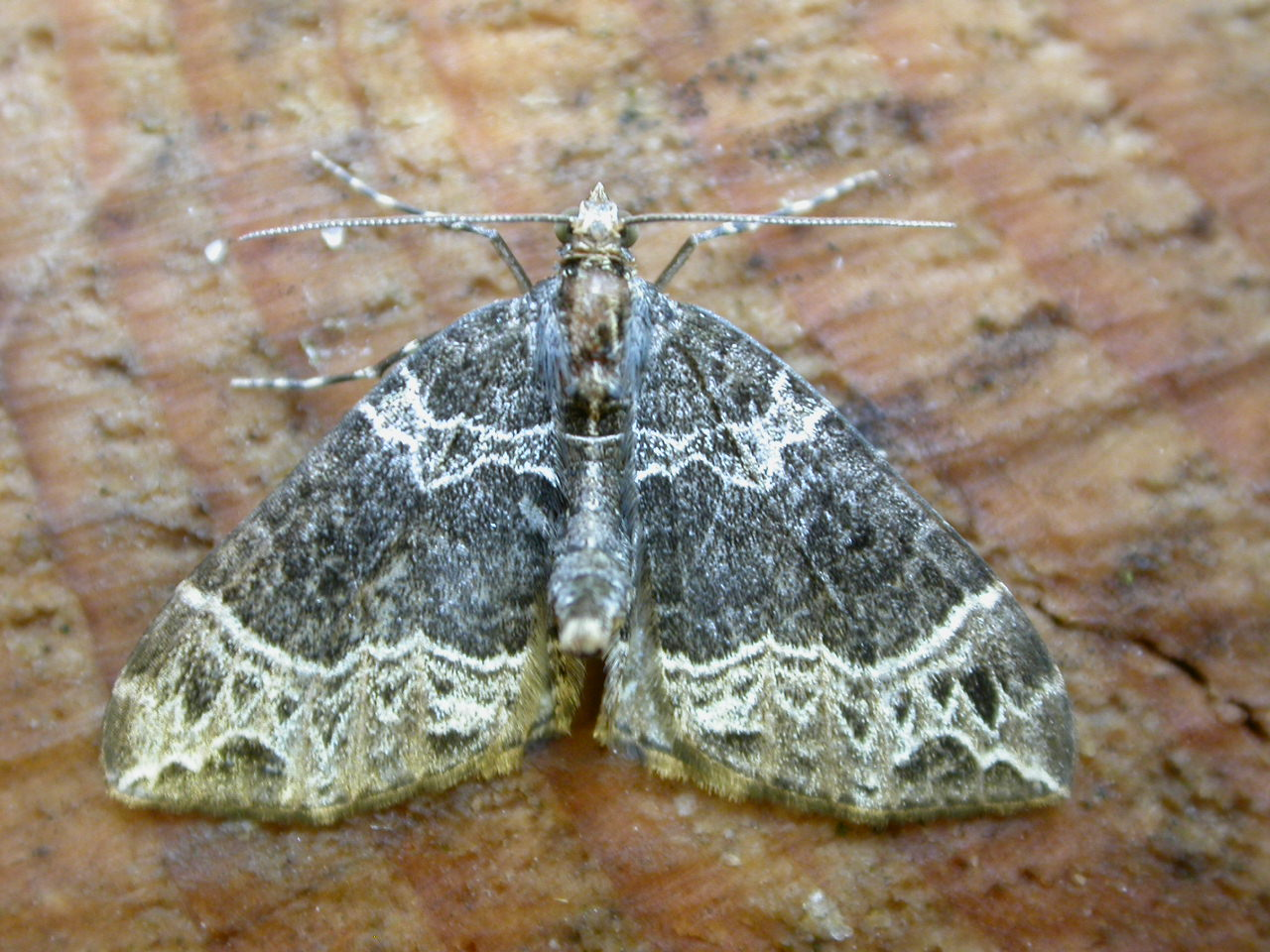

Sa larve vit sur les épilobes.